# Sem Olhos em Gaza
Sem Olhos em Gaza (no original, em inglês: Eyeless in Gaza) é um romance de Aldous Huxley, publicado pela primeira vez em 1936. O título se refere a uma frase tirada de Sansão Agonista, tragédia em versos de John Milton:
... A promessa foi que eu
Livraria Israel do jugo filisteu;
Perguntai agora por esse grande libertador, e encontrai-o
Sem olhos em Gaza no moinho com escravos ...
O título do livro, assim como o poema de Milton, alude à história bíblica de Sansão, que foi capturado pelos filisteus, teve os olhos queimados e levado a Gaza, onde foi forçado a trabalhar na moagem de grãos, em um moinho.

## Trama
O romance trata da vida do socialite Anthony Beavis, apresenta quatro períodos de sua vida, sem ordem cronológica, desde quando era um menino na década de 1890, até 1936. O romance descreve Beavis enquanto ele frequentava a escola, faculdade e seus vários casos românticos, sondando a vida sem sentido da classe alta desse período. O romance descreve a desilusão gradual de Beavis com a alta sociedade, culminada pelo suicídio de seu amigo. Nesse ponto, ele começa a buscar algum sentido para sua vida, o que parece alcançar quando descobre o pacifismo e depois o misticismo.

## Recepção critica
Para o jornalista inglês Simon Heffer, Sem Olhos em Gaza é o único "grande romance" de Huxley, e seu melhor livro. Ainda em sua análise, ressalta que o livro remonta às primeiras sátiras de Huxley e se conecta às preocupações mais sérias e filosóficas de seus romances posteriores. Formalmente, afirma que o romance apresenta uma abordagem modernista de fluxo de consciência, mas se baseando em fatos, ao contrário de Woolf, Proust e Joyce, que usam memórias não confiáveis. A tensão entre guerra e pacifismo é explorada no romance de uma forma particularmente produtiva. Heffer conclui escrevendo que Huxley é um “Homem inglês das letras sofisticado e original" que merece uma reavaliação e que esse romance é um bom lugar para começar. Heffer também cita Sem Olhos em Gaza em Inglês Estreito, de sua autoria, mencionando o domínio único de Huxley sobre o uso parênteses e travessões. O blogueiro Josh Ronsen criou uma tabela para quem deseja ler o romance em ordem cronológica.

## Adaptação
Foi adaptado por Robin Chapman como uma minissérie da BBC em cinco episódios, exibida em 1971.